# Manuel Vieira
Manuel Vieira (Uiraúna, 27 de fevereiro de 1907 — Campina Grande, 5 de outubro de 1994) foi um escritor, educador, sacerdote católico e político brasileiro. É considerado um dos principais religiosos da Paraíba, em razão de suas ações como clérigo, tendo também atuado nas áreas de educação, cultura e filantropia. A família Vieira é originária de Patos, onde Monsenhor Vieira é homenageado com a principal escola da região. 

## Biografia

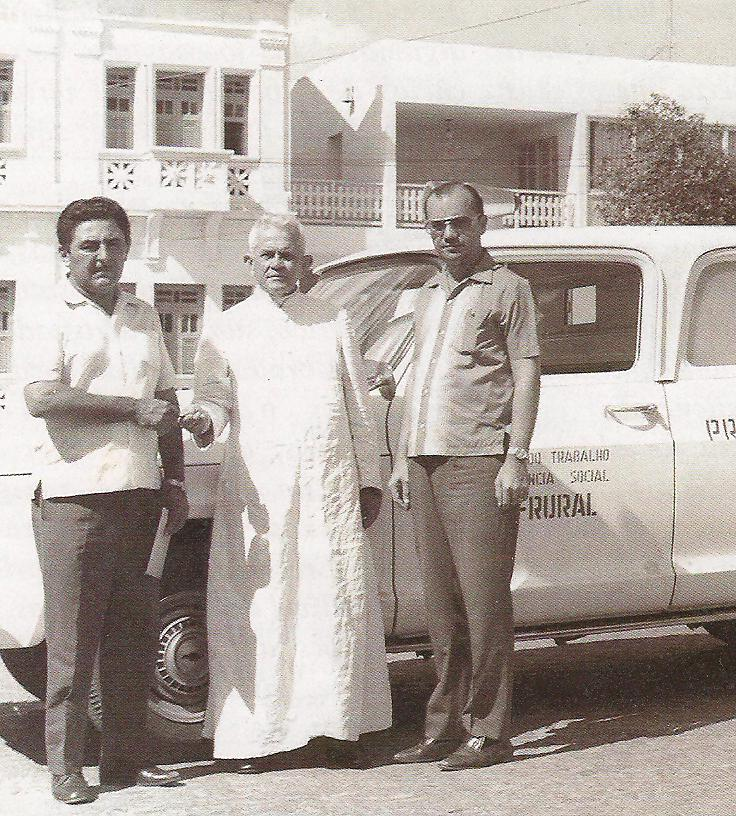
Mons. Vieira, deputado federal, entrega ambulância ao prefeito de Uiraúna Antônio Aquino.

Filho de Manuel Vieira da Costa Lima e de Maria Fernandes Vieira, fez os estudos primários em Cajazeiras. Diplomou-se em filosofia e teologia em 1º de outubro de 1930, no Seminário Maior de João Pessoa.
Foi Gestor paroquial de Cajazeiras (Paróquia Nossa Senhora da Piedade; 1930 a 1935) e de Princesa Isabel (Paróquia de Nossa Senhora do Bom Conselho; 1935 a 1937), Vigário Geral da Diocese de Cajazeiras (1935 a 1942) e Vigário Geral da Diocese de Patos (1959 a 1966).
Em 1930, em Cajazeiras, tornou-se cooperador do Monsenhor Constantino Vieira. Em 1931 assumiu cargo de diretor espiritual do Colégio Padre Rolim, em que também lecionou Matemática e Educação Moral e Cívica. Em 1932, torna-se Diretor deste.
Sob convocação da Diocese de Cajazeiras, que se estendia até Patos, Monsenhor Vieira dirige-se ao Colégio Diocesano de Patos, assumindo em 28 de janeiro de 1942 a função de diretor. Dirigiu o colégio até 1966, o qual leva seu nome desde 1995: Escola Estadual Monsenhor Manuel Vieira. Foi o responsável pela iniciativa de construção do atual prédio da instituição.
Em 1955, foi celebrado o seu Jubileu de Prata Sacerdotal, quando recebeu o título de Monsenhor. Presidiu a comissão de criação da Diocese de Patos, sendo nomeado por Dom Expedito Eduardo de Oliveira o seu primeiro Vigário Geral, em 1959.
Em 1962, recusou convite de Abelardo Jurema, ministro da Justiça de João Goulart (1961-1964), para chefiar o Serviço de Assistência ao Menor, por razões particulares.
Em 1966, elegeu-se deputado federal da Paraíba pela ARENA, sendo o décimo mais votado (e sétimo arenista). Recebeu 17.737 votos (4,82% dos votos válidos), dos quais 854 (26,75%) em Uiraúna e 3.558 (21,71%) em Patos, sendo o segundo mais votado e melhor arenista em ambas cidades. Na Câmara, integrou as comissões permanentes de Economia, Educação e Legislação Social; foi vice-presidente da CPI do Sistema de Ensino Superior. Renunciou ao cargo político, em 24 de novembro de 1970, face à perda da visão.
Foi capelão do Colégio João XXIII e do Presídio do Róger, dedicando-se à prestação de assistência religiosa aos presidiários, em João Pessoa. Outros cargos exercidos: Diretor-Geral do Sistema Carcerário Paraibano, secretário estadual da Educação e Cultura (1966) e presidente dos conselhos de Educação e de Cultura da Paraíba, durante o governo de João Agripino.
Faleceu em 1994, vítima de acidente automobilístico, no contorno de Campina Grande.
Em Uiraúna, é homenageado com a Biblioteca Municipal Monsenhor Vieira. Junto com Osvaldo Bezerra Cascudo e outros líderes, foi um dos principais defensores da emancipação política do seu município natal, confirmada em 1953. Conforme relatou o ex-governador Wilson Braga, quando era deputado federal, em 2001: "O primeiro movimento visando à independência de Uiraúna, nasceu no Ginásio Diocesano de Patos sob a inspiração do Cônego Manoel Vieira, seu diretor e o grande baluarte da luta vitoriosa".
Em 2007, comemorou-se em João Pessoa, Patos e Uiraúna o seu centenário de nascimento. Em evento no UNIPÊ, em 3 de outubro, recebeu títulos e medalhas de algumas instituições: Assembleia Legislativa da Paraíba (Medalha Epitácio Pessoa), Câmara Municipal de João Pessoa (Título de Cidadão Pessoense), Instituto Histórico e Geográfico da Paraíba (Medalha Irineu Pinto), UNIPÊ (Título de Professor Honoris Causa) e Fundação Casa de José Américo (Medalha José Américo de Almeida). Na ocasião, autoridades eclesiais ou políticas, como o deputado federal Marcondes Gadelha, ex-aluno seu, lhe elogiaram em discursos. A deputada estadual Francisca Motta foi a autora da propositura de homenagem. O jornalista Evandro da Nóbrega fez o lançamento de uma biografia sua.
Em 19 de outubro de 2007, seus restos mortais foram transladados de João Pessoa (Cemitério Senhor da Boa Sentença) para Uiraúna, repousando, desde então, na Igreja Matriz Jesus Maria e José. No pátio do templo, foi construído um busto de Vieira, com placa listando seus cargos.